# La Fessée
Pour le film au titre similaire, voir La Fessée ou les Mémoires de monsieur Léon maître-fesseur.
Pour l’article homonyme, voir La Fessée (chanson).
Pour plus de détails, voir Fiche technique et Distribution.
La Fessée est un film français réalisé par Pierre Caron, sorti en 1937.

## Synopsis
Prologue : le château de la famille de Saint-Alba tombe en ruine. Ludovic ayant perdu au jeu ce qui restait de sa fortune, sa veuve, Blanche, embauche des entrepreneurs sans avoir les moyens de les payer. Le château est restauré en moins de deux ans. Blanche a une fille aînée, Hermine, et l’entrepreneur a un fils, Lucien ; les choses s’arrangent à l’amiable.
Une mésalliance dont le jeune homme fait les frais quotidiennement, son épouse et sa belle-mère ne manquant jamais de lui rappeler « tout ce qui les séparent ».
Il faut dire que cette « déchéance » a valu à Hermine de ne plus être reçue dans la bonne société[Quoi ?]. Elle espère donc être invitée chez la princesse Henriette et son époux falot grâce à la comtesse de Chambreuil en échange d’une dot pour Liliane, la jeune sœur d’Hermine, et de six chalets de fabrication Chauchois.
En effet, Liliane loge chez Hermine pour, selon leur mère, rencontrer des jeunes gens du même milieu qu’elles. Pour se faire, Blanche a tout prévu :
- Liliane doit faire sa rentrée dans le monde,
- Lucien doit lui constituer une dot,
- La jeune femme doit épouser quelqu’un de son milieu et, de préférence, le vicomte de Chambreuil.

Mais Liliane veut travailler et choisir elle-même son mari, un homme dans le genre de son beau-frère, un (riche) roturier avec un métier. Elle trouve d’ailleurs un soutien dans la personne de Lucien pour contrecarrer les plans d’Hermine et de Blanche.
Tandis qu’Hermine cherche un moyen de réintégrer la bonne société sans que ne l’accompagne ce mari « terriblement voyant », Lucien finit par se lasser de la vanité de son épouse. Une dispute éclate entre les amoureux au cours de laquelle Lucien, après avoir reçu une paire de gifles, retrousse la jupe de sa femme et lui donne une fessée.
Malheureusement, la scène a été cinématographiée par un amateur myope qui opère depuis la fenêtre d'en face, un fabricant d’ascenseurs nommé Robert Grézillons.
Lucien veut récupérer le film mais, le temps qu’il trouve le bon appartement, le cinéaste amateur est parti en week-end après avoir déposé ses films au laboratoire Photo Ciné Service pour développement.
Par mégarde, le laboratoire envoie au studio de télévision le film de Robert avec celui du vicomte de Chambreuil (« une minute chez la princesse Henriette ») pour un concours de films d’amateurs organisé par la chaîne. La diffusion de la fessée administrée par Lucien fait scandale. On cherche à identifier la femme ainsi corrigée. Si l’on apprend qu’il s’agit d’Hermine, sa réputation sera définitivement ternie.
Toutefois, certains voient dans ces images le retour bienvenu de l'ordre conjugal. Et la Ligue pour l’autorité maritale cherchant un nouveau président, la situation n’est peut-être pas perdue…

## Fiche technique
- Titre : La Fessée
- Réalisation : Pierre Caron
- Adaptation cinématographique : Jean Dumois
- Scénario : Jean Nohain et Pierre Caron, d'après la pièce éponyme[1] de Jean de Létraz
- Prises de vues : Maurice Desfassiaux (en) et René Ribault[2]
  - Assistant : Marcel Fradetal
- Décors : Robert Gys, Hubert et Allan
- Script : Ginette Diamant-Berger
- Montage : J.J. Delafosse
- Régie : Barkay, Katz, Balland
- Ingénieur du son : Courmé
- Musique : Jean Lenoir
- Directeur de production : Henri Diamant-Berger
- Société de production : SPAF
- Tourné à Paris Studio-Cinéma sur système sonore Western Electric
- Pays de production :  France
- Format : Noir et blanc - 35 mm - 1,37:1
- Genre : Comédie
- Durée : 88 minutes
- Date de sortie : France, 10 novembre 1937

## Distribution
- Albert Préjean : Lucien Chauchois dit Lulu, entrepreneur
- Mireille Perrey : Hermine Chauchois dite Mimine, son épouse
- Marguerite Moreno : Blanche de Saint-Alba, la mère d’Hermine et Liliane, une veuve noble et désargentée
- Michèle Béryl : Liliane de Saint-Alba, la sœur d’Hermine
- Jean Gold : Justin, le valet des Chauchois
- Milly Mathis : Anna, la cuisinière des Chauchois
- Claude Dauphin : Robert Grézillons, le voisin indélicat, possède des usines fabriquant des ascenseurs
- Julien Carette : Victor, le valet de chambre de Robert Grézillons
- Marcelle Monthil : Mlle Mathilde, l’employée du laboratoire de développement Photo Ciné Service
- Armand Bernard : le vicomte Édouard de Chambreuil dit Doudou
- Yolande Laffon : la comtesse Colette de Chambreuil dite Cocol, la sœur de Doudou
- Aimé Simon-Girard : le prince Hector dit Totor
- Yvonne Rozille : la princesse Henriette dite Yéyette, épouse du prince Hector
- Robert Ozanne : le champion coureur automobile
- Denise Kerny : une invitée de la princesse Henriette
- Nita Georges :
- Marguerite de Morlaye :
- Micheline Presle : une invitée de la princesse Henriette
- Raymond Muller :
- Annie Cariel : créditée sous le nom Cariel
- Morlas :
- Balder :

### Autre film au titre similaire
- Un épisode de la Série rose[Lequel ?]